# Andrés de Santa Cruz
Andrés de Santa Cruz Villavicencio y Calaumana (ur. 5 grudnia 1792 w La Paz, zm. 25 września 1865 w Saint-Nazaire) – boliwijski żołnierz i polityk, prezydent Peru w latach 1826–1827 i Boliwii w latach 1829–1839, protektor Konfederacji Peruwiańsko-Boliwijskiej (1836–1839)
Syn Hiszpana Jose Santa Cruz oraz Juany Villavicencio y Basilia Calahumana, córki wodza Huarina, potomka Inków.
W młodości studiował w Szkole Franciszkanów w La Paz, a później w Cusco Theological Seminary, tam poznał Augustina Gamarra.
Wstąpił do armii hiszpańskiej, do pułku Dragones de Apolobamba, którym dowodził jego ojciec, otrzymał stopień chorążego. Jako żołnierz wojsk hiszpańskich uczestniczył w walkach w Potosi, Sipe Sipe, Viloma i Cinti. W 1816 roku awansował i otrzymał stopień podpułkownika. W bitwie pod La Tablada, Tarija, dostał się do niewoli, trafił do Buenos Aires, skąd udało mu się uciec do Limy, by ponownie dołączyć do armii hiszpańskiej, gdzie mianowano go dowódcą chorrillos, żołnierzy z tej dzielnicy Limy. Został ponownie uwięziony przez wojska argentyńskie w bitwie pod Cerro de Pasco.
W 1821 roku zdecydował się wstąpić do armii dowodzonej przez generała José de San Martín, który walczył w Peru, został przyjęty w randze podpułkownika. Po zwycięstwie pod Otuste, udał się do Ekwadoru i dołączył do wojsk gen Sucre, który awansował go do stopnia generała brygady.
Za udział i rolę, jaką odegrał w walce pod Zepita, peruwiański Kongres przyznał mu rangę Wielkiego Marszałka Peru. Był prefektem La Paz, a w 1826 roku objął urząd prezydenta Peru. Rządził pomiędzy 1826 i 1827 rokiem, po odejściu z urzędu udał się do Chile jako pełnomocnik ministra Boliwii. W 1829 roku został wybrany na urząd prezydenta Boliwii i rządził przez dekadę. Był najdłużej urzędującym prezydentem w historii Boliwii. Utworzył Uniwersytet San Andrés w La Paz i University of San Simon Cochabamba.
W 1839 roku po upadku Konfederacji Peru-Boliwia (której był protektorem) Andrés Santa Cruz zrezygnował ze stanowiska prezydenta i przeniósł się do Ekwadoru. Próbował powrócić do Boliwii i Chile, co jednak zakończyło się uwięzieniem w Chillán na dwa lata. W wyniku porozumienia między rządami Chile i Boliwii ułatwiano mu wyjazd do Europy.
Zamieszkał we Francji. Po nieudanej próbie powrotu do ojczyzny, zmarł w pobliżu Nantes, we Francji, w 1865 roku. W 100 lecie jego śmierci rząd Boliwii sprowadził jego szczątki do kraju, obecnie spoczywają w kaplicy katedry La Paz.